# Divisão do ângulo em partes iguais

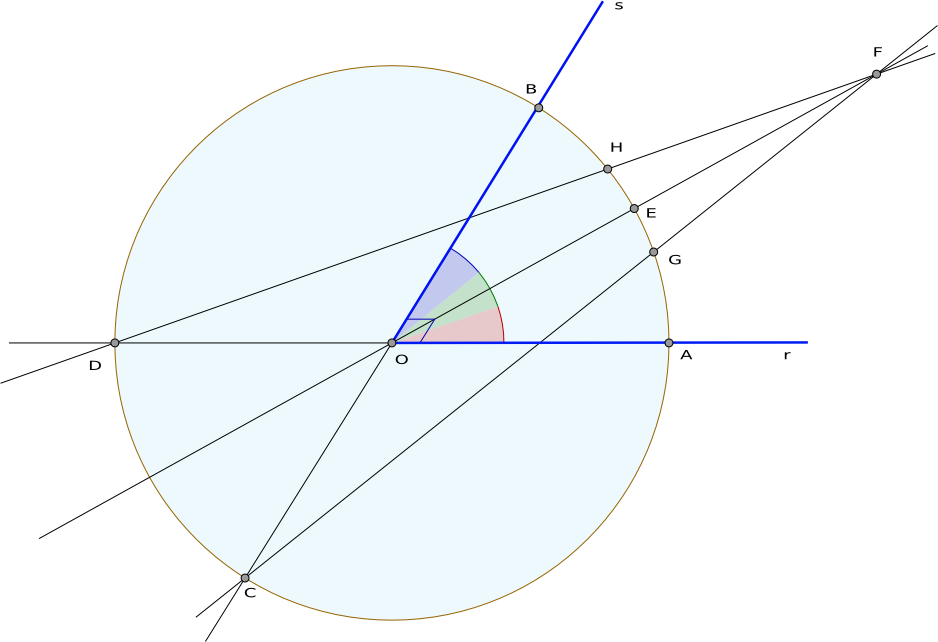
Construção geométrica da trisseção de um ângulo (aproximada). Num ângulo de 32,135º, as divisões resultantes serão: 10,680º, 10,775º e 10,680º respectivamente.

A divisão de um ângulo em parte iguais é uma construção muito utilizada no desenho geométrico. O traçado da bissetriz de um ângulo divide-o em duas partes iguais. Por intermédio da bissetriz é possível dividir um ângulo em 2, 4, 8 etc. partes iguais (progressão geométrica de razão 2).
A trisseção de um ângulo é um problema impossível de ser resolvido com régua e compasso, sendo a resposta aproximada. Para alguns ângulos, entretanto, é possível conseguir uma resposta exata com a utilização do instrumental (90º, 135º, 180º entre outros).

## Processo geral

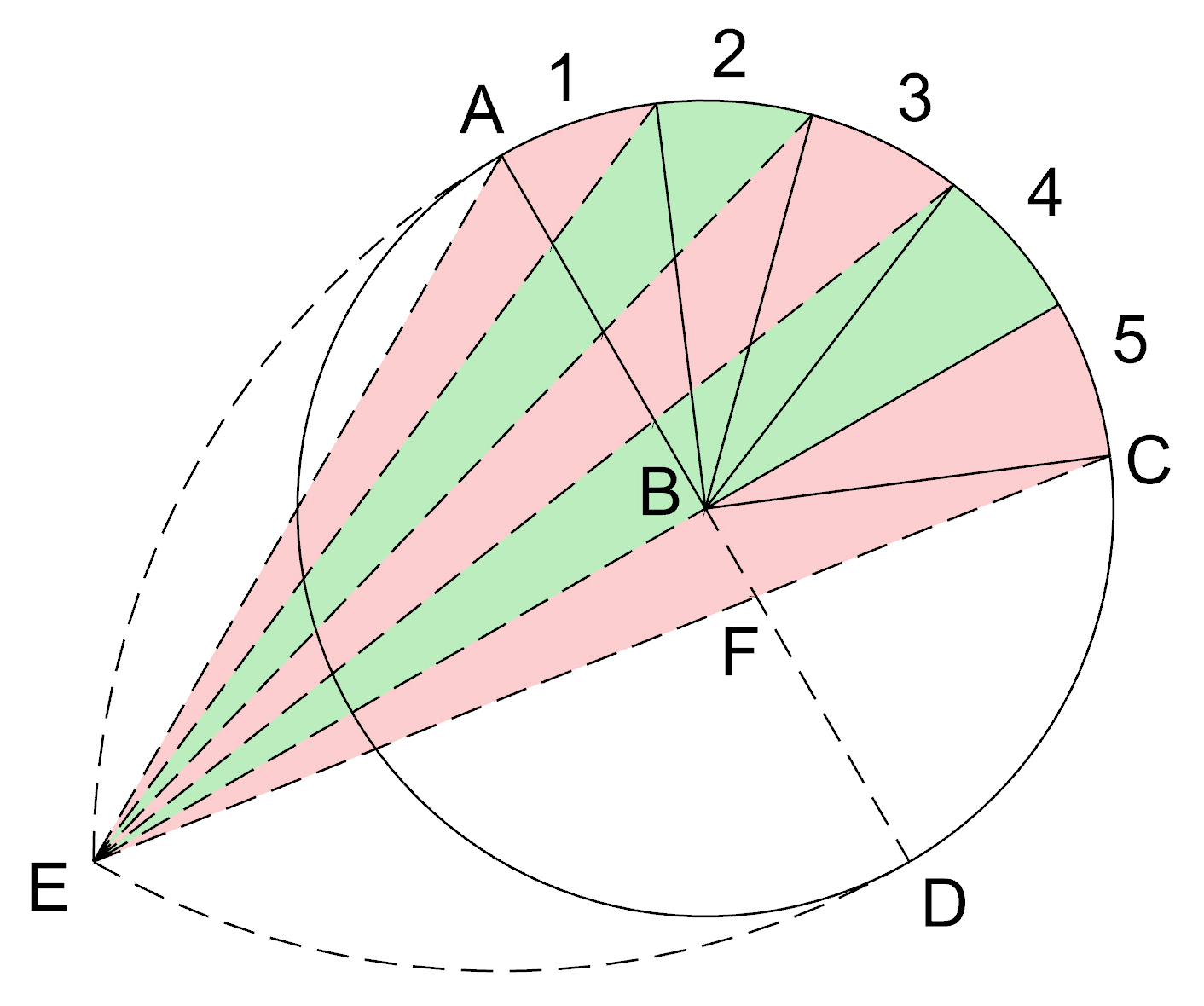
Desenho da divisão de um ângulo, em 5 partes iguais, pelo processo geral.

Pelo processo geral é possível dividir, de forma aproximada, ângulos agudos e obtusos, sendo indicado que os métodos precentes tenham prioridade, desse modo, recomenda-se sua utilização nas divisões em 5, 6, 7, 9, 10 etc.

### Traçado
Divisão de um ângulo obtuso ABC em 5 partes iguais:
- Centre o compasso no ponto B e trace uma circunferência auxiliar;
- Prolongue o segmento AB e determine o ponto D na circunferência;
- Trace dois arcos de circunferência, de raio AD, com centros em A e D, e determine o ponto E;
- Trace o segmento CE e determine o ponto F no diâmetro AD;
- Divida o segmento AF em 5 partes iguais;
- A partir do ponto E, trace semirretas que passem pelos 5 pontos da divisão;
- O encontro dessas semirretas com a circunferência auxiliar dividirá o ângulo em 5 partes iguais.